# Cnidaria
Cnidaria (grego: κνίδη knidē 'urtiga' + latim: aria, sufixo plural) é um filo de animais exclusivamente aquáticos, agrupando os organismos conhecidos pelo nome comum de cnidários, entre os quais estão as medusas e as alforrecas (ou águas-vivas), as caravelas, as anémonas-do-mar, os corais-moles e as hidras de água doce. São organismos multicelulares, com estrutura simples, caracterizados pela presença de uma estrutura celular chamada cnida, na maioria marinhos e na maioria de vida livre, habitando costas, fundos e as águas abertas dos oceanos, bem como parasitas. O taxon inclui atualmente mais de 11 000 espécies extantes. Alguns cnidários, como a espécie Polypodium hydriforme e os Myxozoa, evoluíram para formas parasitas. Os cnidários foram incluídos durante muito tempo em conjunto com os Ctenophora (ctenóforos) no filo Coelenterata (os celenterados), embora essa classificação há muito já tenha sido abandonada, deixando o nome obsoleto.

## Anatomia

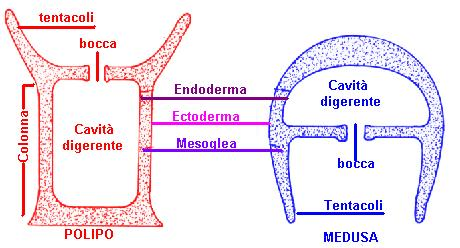
Esquema do plano geral de Cnidaria com boca, coluna e tentáculos

Os cnidários apresentam tipicamente duas formas adultas distintas: o pólipo e a medusa. Assim, tem o ciclo de vida chamado metagenético, ou de alternância de gerações. Ambas as formas apresentam simetria externa radial. O plano corporal básico é simples: o corpo é saculiforme (em forma de saco), com apenas uma abertura circundada por tentáculos: a boca. A região contrária à boca, denominada aboral, é fixa ao substrato nos pólipos, formando um pé; ou é livre nas medusas, formando o topo da umbrela, o domo típico das águas-vivas. Há  organização a nível tecidual é simples existindo essencialmente apenas o revestimento externo, a epiderme, e um revestimento interno, a gastroderme. Esses são separados por uma matriz extracelular rígida na qual se ancoram, denominada mesogleia. A mesogleia é o que dá a consistência mais firme e borrachuda em águas-vivas.
Os cnidários não apresentam tecido muscular verdadeiro. A movimentação do animal é realizado pelas células epiteliais. As presentes na epiderme são denominadas epiteliomusculares, e as presentes na gastroderme são as nutritivomusculares. Não há sistema nervoso concentrado, mas uma rede difusa de neurônios multipolares, isto é, que disparam em mais de um sentido.

## Reprodução
Os cnidários são notórios por possuírem vastas diferentes formas de reprodução. Todas as classes podem se reproduzir tanto de forma sexuada quanto de forma assexuada, embora existam exceções em cada classe. A forma de reprodução sexuada tipicamente ocorre em alternância de gerações, com uma fase séssil, chamada polipoide, e uma fase livre nadante, a medusa. A reprodução assexuada, também chamada de reprodução clonal, ocorre em antozoários (Classe Anthozoa) e principalmente na forma polipoide de medusozoários (Classes Scyphozoa, Hydrozoa, Cubozoa e Staurozoa).

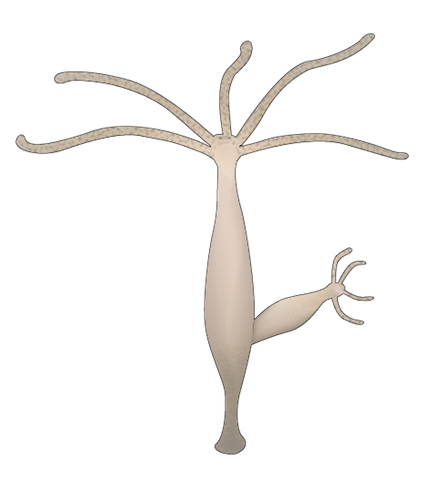
Esquema de hidra sofrendo brotamento

Os gametas dos cnidários são produzidos em regiões específicas da gastroderme e/ou mesogleia, como os mesentérios ou as bolsas gástricas, denominadas gônadas. As gônadas são formadas a partir da diferenciação de células do interstício de origem endodérmica presentes na gastroderme. Apesar do nome, as gônadas não configuram um órgão ou tecido verdadeiro, visto que esse tipo de estrutura só aparece em ramos posteriores da árvore filogenética dos animais.
De forma geral, as gônadas que já descritas se desenvolvem entre o epitélio gastrovascular e a matriz da mesogleia e têm formato aproximadamente esférico ou tem forma difusa. A espermatogênese se dá de forma concêntrica, com as espermatogônias localizadas mais externas, em contato com a mesogleia e o epitélio gastrovascular. Os espermatócitos se encontram mais interiores, com as espermátides e, centralmente, os espermatozoides mais interiores. Os espermatozoides de cnidária, diferentemente da maioria dos outros animais, não contém acrossomos. A oogênese ocorre de forma relativamente parecida. Uma célula de origem endodérmica se diferencia em oócito e passa a acumular vitelo, migrando para o interior da gônada. Dependendo da espécie e grupo, o oócito pode estar acompanhado de células produtoras de vitelo ou estar solitário imerso em matriz da mesogleia.

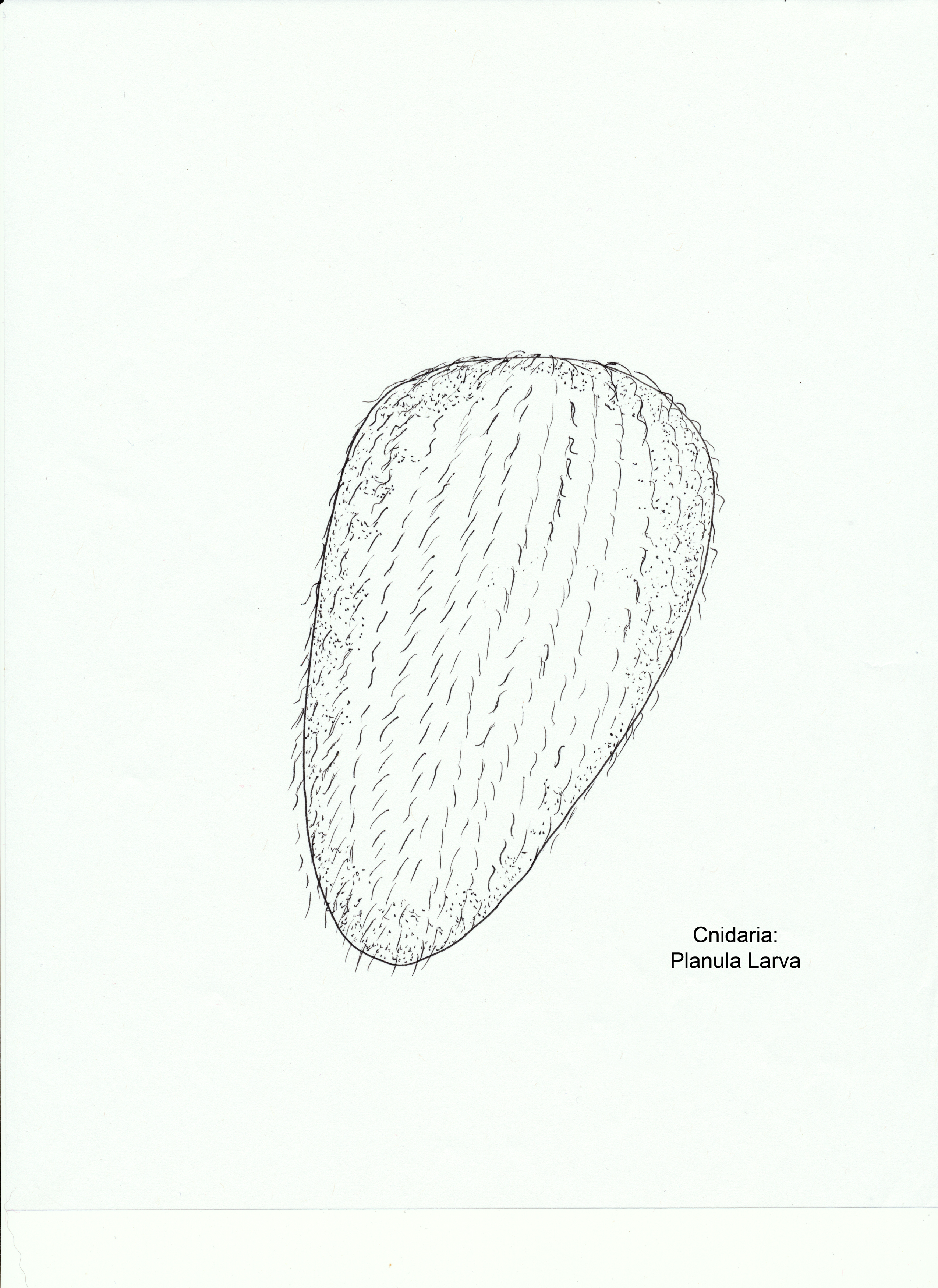
Desenho de larva plânula típica

 O processo de gametogênese pode ser bastante longo, durando vários meses (como o caso de alguns corais) ou ser mais rápido (como em algumas medusas).

### Anthozoa
Em antozoários não ocorre alternância de gerações, existindo apenas a fase polipoide. Os animais desse grupo podem ser tanto dioicos tanto hermafroditas. Normalmente o tipo de sexualidade é mantida ao longo das espécies, embora existam espécies com indivíduos hermafroditas e dioicos.
- Reprodução sexuada

As gônadas desses animais se formam nos mesentérios, local onde células da gastroderme se diferenciam em gametas. Os gametas então caem na cavidade gastrovascular (também chamada de "celêntero") e são posteriormente liberadas pela boca. Tipicamente a fecundação é externa e não há cuidado parental. Exceções, contudo, existem. Em algumas espécies o gameta masculino é ingerido e a fecundação se dá dentro da cavidade gastrovascular, a exemplo do coral Isopora brueggemanni. A larva se desenvolve dentro do corpo do progenitor e a plânula é liberada já em estágio avançado de desenvolvimento.
As espécies podem ou não ter um período específico do ano para reprodução e podem ou não apresentar sincronia na liberação de gametas. O exemplo mais bem conhecido de sincronia são de espécies de corais formadores de recifes que liberam seus gametas em determinadas noites do ano, com base em temperatura, fotoperíodo e outras variáveis. Em espécies sem período especifico de reprodução, os gametas podem ser liberados o ano todo. Via de regra, espécies de fecundação externa tendem a ter maior sincronia, maximizando assim as chances de gametas se encontrarem.
- Reprodução assexuada

A reprodução assexuada ocorre na vasta maioria dos antozoários, embora existam espécies na qual não ocorre (por exemplo, Pseudocorynactis sp.). Esse tipo de reprodução é a responsável pela formação de grandes colônias e aglomerados de corais, coralimorfários, anêmonas, zoantídeos, gorgônias entre outros. Existe uma vasta quantidade de formas diferentes pelas qual a reprodução assexuada pode ocorrer e isto se deve em parte à grande capacidade de regeneração dos cnidários. As formas mais comuns de reprodução são:
1-   Brotamento: processo no qual surgem novos indivíduos a partir da base ou da lateral de um pólipo já existente. No brotamento, a parede do corpo, logo epiderme, mesogleia e gastroderme, evaginam formando uma estrutura como uma verruga. A região apical da “verruga” então diferencia boca e tentáculos. Quando desenvolvido, o novo indivíduo se destaca ou não do corpo parental.
2-   Estolões: no qual há uma projeção da parede do corpo da base ou da lateral do pólipo, a qual dá origem a um ou mais pólipos.
3-   Fissão longitudinal: na qual o animal começa a se estrangular ao longo do eixo oral-aboral, dividindo a boca, disco basal e cavidade gastrovascular em dois. Em vista oral, o animal lembra a figura de um número "8" durante o processo.
4-   Pelaceração: processo pelo qual o animal, ao se locomover lentamente pelo substrato, deixa para trás pedaços de seu disco basal. Esses pedaços então regeneram boca e tentáculos e se tornam um novo indivíduo.
5-   Laceração: processo muito utilizado por criadores comerciais, no qual o animal é partido em duas ou mais partes. As partes então se regeneram em novos indivíduos. Na natureza pode ocorrer como resultado de ataque de predadores.
6-   Fragmentação: processo muito utilizado por criadores comerciais, no qual a colônia (eg. Acropora sp. ou Sarcophyton sp.) é fragmentada em duas ou mais partes. As partes então se regeneram em novas colônias. Na natureza pode ocorrer como resultado de ataque de predadores.

### Medusozoa
Os medusozoários compreendem os animais das classes Hydrozoa, Scyphozoa, Cubozoa e Staurozoa e tipicamente apresentam alternância de gerações. Nesse grupo, toda a imensa diversidade de ciclos reprodutivos em cnidária existe. O plano básico de ciclo de vida se dá a partir do assentamento de uma larva plânula que se metamorfoseia em um diminuto pólipo. Esse pólipo pode então se reproduzir assexuadamente dando origem a outros pólipos ou a medusas. As medusas são, via de regra, livre natantes e são a geração produtora de gametas.
- Reprodução na forma polipoide

As formas polipoides podem se reproduzir assexuadamente gerando outros pólipos ou gerando medusas. Quando geram outros pólipos, as formas de reprodução são parecidas com as mencionadas para antozoários: brotamento, estolões, fissão, laceração e fragmentação. Além dessas, há a forma de reprodução chamada estrobilização ou fissão transversal, responsável por produzir medusas.

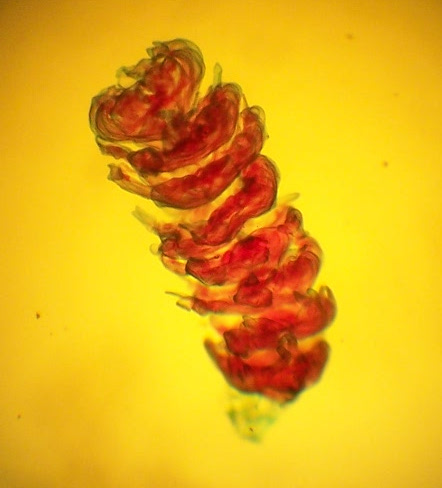
Estrobilização de Aurelia sp

Na estrobilização, a porção oral do pólipo passa por um processo de reabsorção e modificação até que finalmente se metamorfoseia em uma medusa jovem, denominada éfira. A medusa então se destaca e ganha a coluna d’água. Cada pólipo pode geral uma medusa apenas, como ocorrem em cubozoa, ou inúmeras, como ocorrem em hydrozoa e cifozoa. Uma forma mais complexa de estrobilização ocorre em determinados grupos. Nessa forma, várias éfiras vão sendo formadas sequencialmente, com os estágios mais iniciais do processo de estrobilização mais próximos da região aboral. Assim, o pólipo fica com uma aparência de pilha de pratos.
- Reprodução em medusas

A medusa é a fase gametogênica e é responsável pela reprodução sexuada. Os gametas se forma a partir das gônadas de origem endodérmica, embora em hidrozoários possa haver migração para a epiderme. A fecundação pode ser externa, interna ou ocorrer dentro do corpo do parental, como em antozoários, podendo ou não haver incubação. Uma forma curiosa de reprodução para cnidários é a transferência direta de espermatozoides que ocorre em cubozoários e em alguns cifozoários. O resultado da fertilização é um embrião que se torna a típica larva plânula. A larva então se assenta e metamorfoseia em pólipo.
A reprodução assexuada em medusas é menos comum, mas existente. Os principais processos de reprodução assexuada em medusas são os já mencionados brotamento e a fissão longitudinal e ocorrem principalmente, se não restritos apenas, a hidrozoários.
- Exceções e variações

Inúmeras variações ocorrem no plano básico de alternância de gerações em medusozoários. Em pólipos coloniais de alguns hidrozoários há a possibilidade de divisão de tarefas entre os diferentes indivíduos ou bocas. Umas podem se dedicar apenas a alimentação, enquanto outras apenas a estrobilização. Em algumas espécies as medusas jovens não se destacam do pólipo durante a estrobilização. Assim a medusa se desenvolve e reproduz ligada à colônia mãe.
Há espécies que perderam completamente a fase de medusa, como Hydra sp., ou a fase de pólipo, como alguns cifozoários. Nesses animais, o pólipo é responsável pela produção de gametas ou há o desenvolvimento direto da larva plânula para uma medusa. Há, ainda, a curiosa Turritopsis dohrnii, a água-viva imortal, uma espécie de hidrozoário o qual a forma de medusa pode se desdiferenciar em pólipo, dependendo das condições ambientais.

## Desenvolvimento

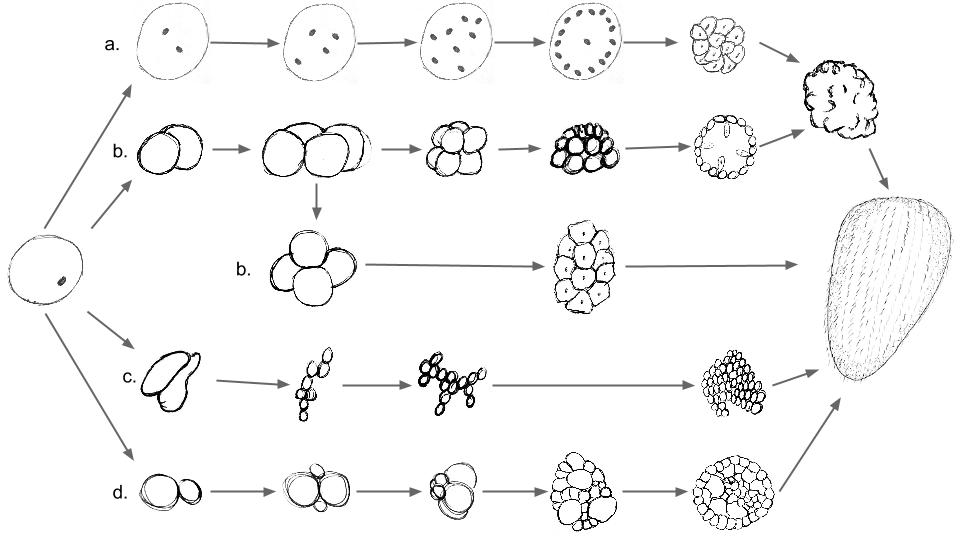
Diferentes padrões de clivagem encontrados em Obelia loveni

Os oócitos de cnidários só completam sua divisão mitótica quando fertilizados. O primeiro sulco de clivagem se inicia no polo animal, que posteriormente se tornará a região oral da larva plânula. Os cnidários demonstram uma grande variedade de padrões de clivagem do zigoto, sendo caracterizadas pela irregularidade. Os zigotos de diferentes espécies ou até mesmo da mesma espécie podem possuir um padrão de clivagem diferente. 
Em hidrozoários, a clivagem apresenta um padrão de indeterminação no desenvolvimento. Blastômeros isolados de um zigoto de 2, 16 ou até mesmo 32 células são capazes de se desenvolver em uma larva plânula normal, porém com menor tamanho. Além disso o desenvolvimento não é afetado pela reorganização artificial dos blastômeros. 
Em cifozoários também é possível observar uma grande variação no arranjo dos blastômeros, sendo muitas vezes impossível de se encontrar dois zigotos com disposição semelhante dos blastômeros. 
Evolutivamente o padrão de clivagem anárquico tem sido reconhecido como ancestral em relação aos demais tipos de clivagem. Nos cnidários, independentemente do tipo de clivagem, ela origina duas formas comuns de blástula: uma celoblástula oca ou uma estereoblástula sólida. A partir do estágio de blástula, o zigoto sofre a gastrulação na extremidade do polo animal. A gastrulação pode pode ocorrer de várias maneiras como a invaginação, ingressão unipolar, ingressão multipolar, delaminação ou epibolia. Na gastrulação ocorre a formação da endoderme (que se diferenciará em gastroderme) e ectoderme (que se diferenciará em epiderme). O desenvolvimento do zigoto dá origem a uma larva planctônica, denominada plânula.
A plânula é a larva típica de cnidários. Ela apresenta um formato tipicamente ovoide e revestimento externo monoflagelado de epiderme com um preenchimento interno de endoderme. A plânula pode ser oca ou maciça. Uma boca pode ou não estar presente, embora, via de regra, a plânula não se alimente enquanto planctônica. Estruturas como tentáculos podem ou não estar presentes ao redor da boca.
O eixo de natação da plânula é posterior-anterior, isto é, ela nada com a parte que dará origem à região aboral à frente. Quando é findo o tempo na coluna d’água, a larva assenta e passa por uma metamorfose, transformando-se em pólipo.

## Regeneração
Os Cnidários, de uma forma geral, tem grande capacidade de regenerar tecidos e partes do corpo, ou mesmo um novo corpo. Isto é particularmente evidente diversas de suas formas de reprodução assexuada, como a laceração, laceração do pé e fragmentação, bem como na contínua predação que sofrem, por exemplo, os recifes de corais em seu ambiente natural. Dentre as formas de vida do filo, a forma polipoide apresenta maior potencial de regeneração. As formas de medusa regeneram tentáculos, braços e pedaços da umbrela perdidos, mas em geral numa magnitude menor do que pólipos. Já foram descrito a regeneração total de pólipos de pólipos de cubozoários seccionados transversalmente, bem como a regeneração de medusas seccionadas longitudinalmente.
Estudos de regeneração em cnidários datam tão cedo quanto 1744. Nesse ano Abraham Trembley inicialmente publicou seu trabalho com experimentação em Hydra sp. Seus experimentos incluem feitos como virar uma hidra ao avesso e prende-la nessa posição. De forma surpreendente, o animal continuou vivo e bem. Estudos hidra continuaram e continuam sendo realizados, visto que o animal se tornou um modelo para estudo de regeneração, senescência e outros processos biológicos.
Apesar de não se poder estender todo o conhecimento obtido para a hidra para os outros cnidários, é razoável acreditar que os mesmos processos fisiológicos e biomoleculares, em algum grau, são compartilhados por outros animais do filo. Em medusas, processos mecânicos talvez tenham também uma importância relevante para a regeneração.
- Regeneração em hidra

As hidras de água doce têm grande poder de regeneração. Como já mencionado, podem sobreviver inversão completa de seus corpos, além de poder se regenerar completamente seu corpo se partidas. A capacidade de regeneração é tão grande que ocorre mantendo a orientação dos eixos corporais se seccionadas longitudinalmente, transversalmente ou diagonalmente, uma ou mesmo muitas vezes, dado um número mínimo de algumas centenas de células em cada pedaço. Se as células forem dissociadas e colocadas juntas, as hidras ainda conseguem se regenerar. Existe evidências fósseis para a regeneração dentro de grupos extintos de cnidários, como os Rugosa.
A regeneração inicial em hidra se dá principalmente sem novas divisões celulares. Quando há lesão, as células próximas ao local começam a migrar e se diferenciar em resposta lesão. O fechamento de uma lesão transversal total demora de 1h a 3h. A regeneração total da parte perdida, até 36h. Qualquer parte da coluna do animal pode regenera um animal novo; se isolados, entretanto, disco oral e pedal não conseguem regenerar. Diversos estudos apontam que no local da lesão ocorre intensa regulação gênica e produção de peptídeos sinalizadores.
Todas as células epiteliais de hidra da região da coluna são células-tronco. Assim, todas as células têm potencial de se dividir e renovar a sua população, bem como de se diferenciar em outros tipos celulares. As células intersticiais apresentam maior poder de diferenciação, podendo se diferenciar em praticamente qualquer tipo celular que o animal possua. O animal possui ainda duas populações diferentes de células troncos: uma que está em constante e rápida renovação e outra que tem um ciclo de renovação mais lento. Entende-se que a presença de duas populações celulares distintas contrabalanceie os efeitos deletérios que as rápidas taxas de renovação podem ter, como a acumulação de mutações genéticas e geração de tumores. Essas células de ciclo lento seriam preferencialmente recrutadas no processo de regeneração.
As células epiteliais das hidras estão constantemente se renovando. O sentido de renovação é do meio do corpo para as extremidades, isto é, do meio da coluna em direção as regiões oral e aboral. Evidências experimentais por meio de marcação in vivo com proteínas fluorescente demonstraram esse sentido de renovação, bem como a grande capacidade dessas células de se diferenciarem em tipos celulares específicos como, por exemplo, um cnidocito de tentáculo. Além disso, aparentemente, essas divisões podem acontecer incessantemente sem desencadear sintomas de senescência.

## Classificação
|  | Bilateria                                             |
|  |                                                       |
|  | \| \| Placozoa \| \| \| \| \| \| Cnidaria \| \| \| \| |
|  |                                                       |
|  | Placozoa                                              |
|  |                                                       |
|  | Cnidaria                                              |
|  |                                                       |

|  | Placozoa |
|  |          |
|  | Cnidaria |
|  |          |

|  | Bilateria                                             |
|  |                                                       |
|  | \| \| Placozoa \| \| \| \| \| \| Cnidaria \| \| \| \| |
|  |                                                       |
|  | Placozoa                                              |
|  |                                                       |
|  | Cnidaria                                              |
|  |                                                       |

|  | Placozoa |
|  |          |
|  | Cnidaria |
|  |          |

|  | Bilateria                                             |
|  |                                                       |
|  | \| \| Placozoa \| \| \| \| \| \| Cnidaria \| \| \| \| |
|  |                                                       |
|  | Placozoa                                              |
|  |                                                       |
|  | Cnidaria                                              |
|  |                                                       |

|  | Placozoa |
|  |          |
|  | Cnidaria |
|  |          |

|  | Bilateria                                             |
|  |                                                       |
|  | \| \| Placozoa \| \| \| \| \| \| Cnidaria \| \| \| \| |
|  |                                                       |
|  | Placozoa                                              |
|  |                                                       |
|  | Cnidaria                                              |
|  |                                                       |

|  | Placozoa |
|  |          |
|  | Cnidaria |
|  |          |

O filo Cnidaria está dividido em sete classes de organismos atuais e mais uma de fósseis:
- Anthozoa - as anémonas-do-mar e corais verdadeiros;
- Scyphozoa- as verdadeiras águas-vivas;
- Cubozoa - as vespas-do-mar (medusas em forma de cubo);
- Hydrozoa - as hidras, algumas medusas, a garrafa-azul (caravela-portuguesa) e os corais-de-fogo;
- Staurozoa - as medusas que habitam regiões costeiras dos oceanos em zonas temperadas e estão fixas pelos tentáculos;
- Polypodiozoa - Compreende apenas a espécie Polypodium hydriforme, organismo polipóide parasita
- Myxozoa - organismos parasitas
- Conulata † - extinta.